# Студен-Кладенец
Студен-Кладенец (болг. Студен кладенец) — село в Болгарии. Находится в Кырджалийской области, входит в общину Крумовград. Население составляет 150 человек.

## Политическая ситуация
В местном кметстве Студен-Кладенец, в состав которого входит Студен-Кладенец, должность кмета (старосты) исполняет Себахтин  Хасан Юсеин (Движение за права и свободы (ДПС)) по результатам выборов правления кметства.
Кмет (мэр) общины Крумовград — Себихан Керим Мехмед (Движение за права и свободы (ДПС)) по результатам выборов в правление общины.